# Tour To-Lyon
To-Lyon, anciennement Two Lyon, est un gratte-ciel situé dans le quartier de La Part-Dieu à Lyon, en France, et qui culmine à 171 mètres de hauteur.
Le chantier a démarré en 2019 avec la démolition des anciens immeubles présents devant l'entrée de la gare de Lyon-Part-Dieu, puis avec la pose de la première pierre en septembre de la même année au niveau de la place Charles-Béraudier, dans la partie sud de celle-ci.

## Histoire
Annoncé lors du MIPIM de Cannes en 2013, le projet initial était composé de deux tours d'égale importance, desquelles a été inspiré son nom initial. À la suite des différentes études de programmation, le projet a été fortement modifié : lors de la présentation publique du 16 février 2017 seule une tour subsiste, la seconde ayant été fortement réduite pour n'être plus qu'un immeuble de hauteur plus classique.

### Chantier
Le permis de construire a été déposé le 16 février 2017 et la tour est prévue pour une livraison à l'horizon 2023. Les travaux de démolition ont démarré en 2019.
La cérémonie de pose de la première pierre a lieu le 9 septembre 2019 en présence de Gérard Collomb, maire de Lyon et de Dominique Perrault, alors que la démolition des hôtels Athéna et Novotel est en cours par le groupe Vinci Construction. L'inauguration de l'ensemble immobilier est annoncé pour fin 2023.
Le gros œuvre est terminé fin 2022.

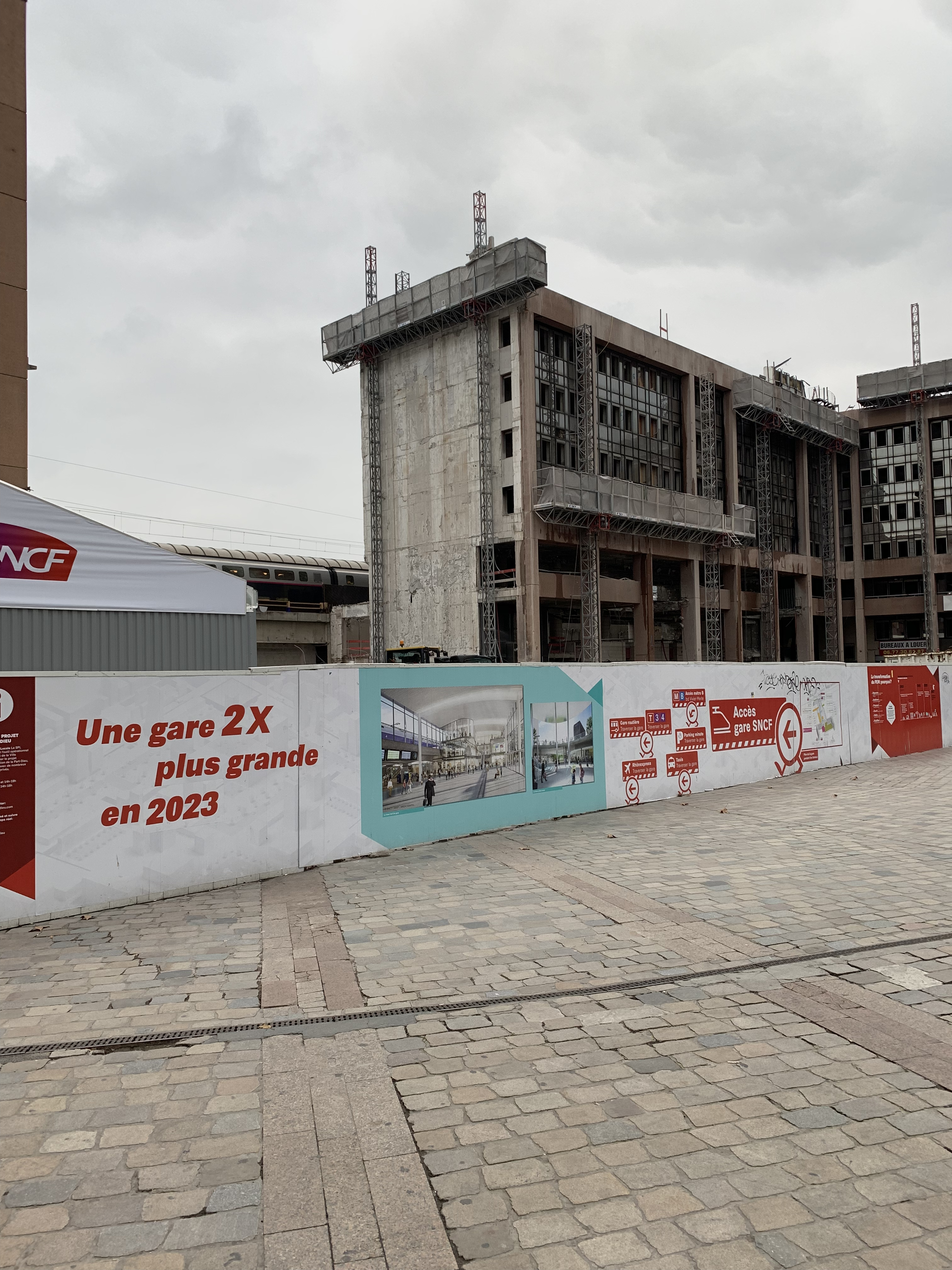
Destruction des bâtiments précédant la tour
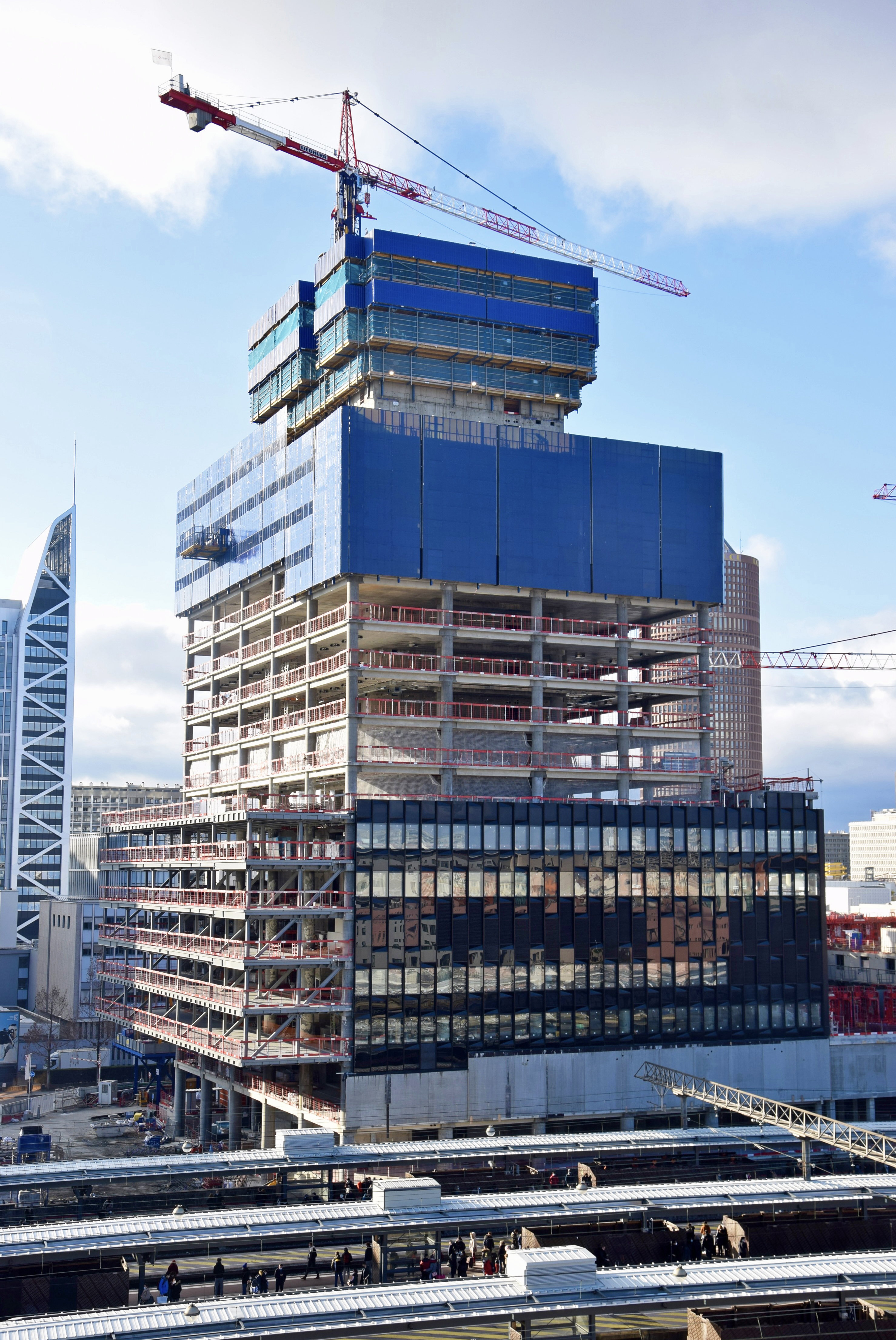
Le chantier en février 2022
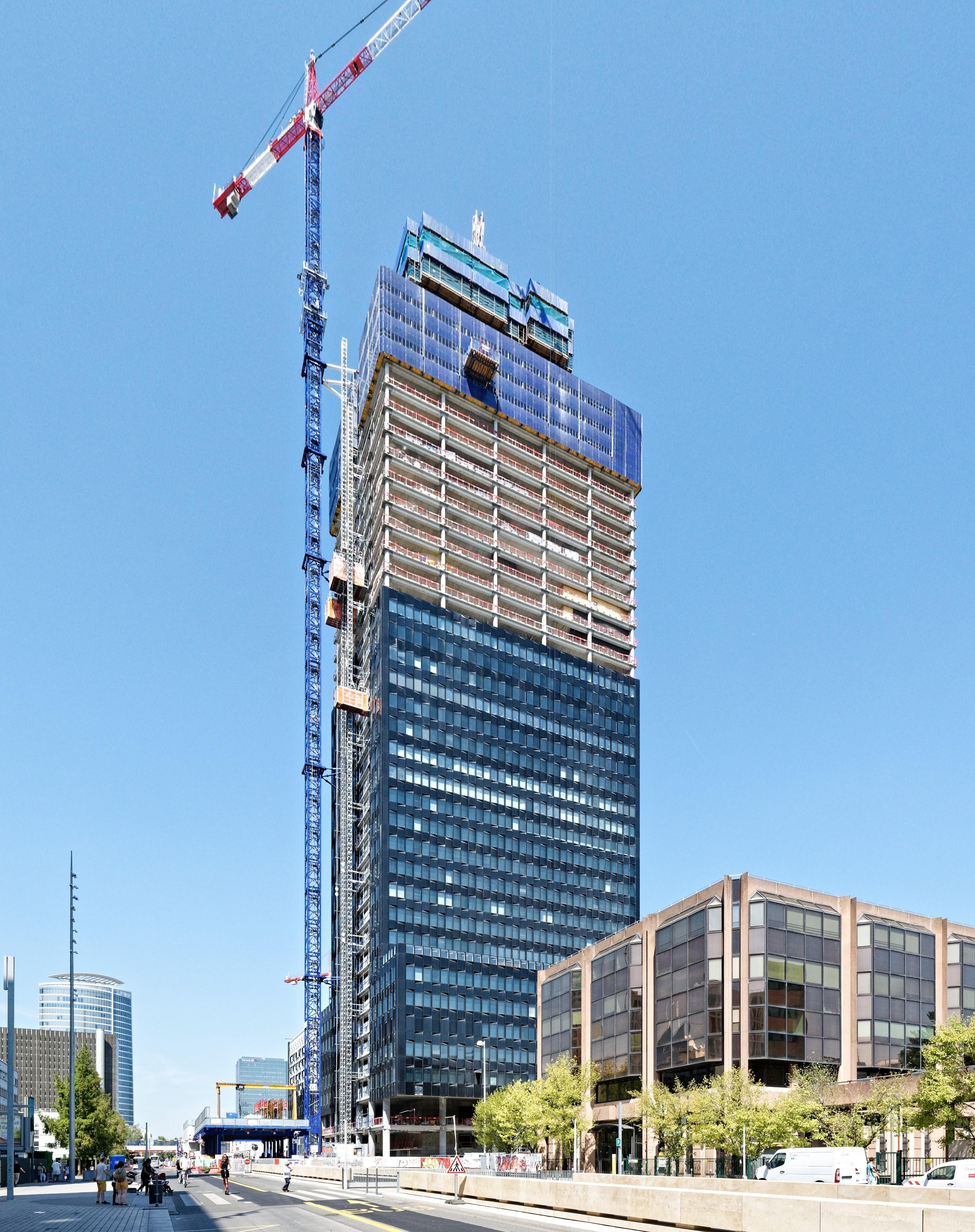
Le chantier en août 2022

Le chantier s'est terminé en novembre 2023.

## Description
L'immeuble situé au sud de la place Charles-Béraudier propose une surface de 80 000 m2 sur 43 niveaux, dont 66 000 m2 répartis sur 37 étages réservés aux bureaux,. Le reste inclut un hôtel 4 étoiles de 168 chambres sur une surface de 10 500 m2 en remplacement des deux hôtels bâtis et 3 500 mètres carrés de commerce. Enfin, à la base est prévu un espace de commerces et de services.
Pensée par Dominique Perrault (DPA Architectes), sa maîtrise d'ouvrage a été assurée par Vinci Immobilier d'Entreprise en partenariat avec Europequipements. Le coût du projet devrait se situer entre 500 et 600 millions d'euros. Ce programme immobilier mixte s'intègre dans le réaménagement global du Pôle d'Echanges Multimodal de la Part-Dieu.  
Décrite comme un « monolithe d’obsidienne » par son architecte Dominique Perrault, terme repris par le correspondant du journal Le Monde, cette construction évoque la DC Towers (dont le point commun était d'être une double tour à l'origine), livrée par ce même architecte français à Vienne dans le quartier de Donau City en 2016. Elle ressemble également à la tour Areva, construite dans le quartier de La Défense en 1974.

## Utilisation des lieux
Les deux promoteurs de la tour, les entreprises Vinci Immobilier et Euroéquipements, annoncent en septembre 2019 avoir cédé l'immeuble au groupe de protection sociale lyonnais Apicil, lequel y a installé son siège en avril 2024 sur une surface de 20 000 m2,. EDF (15 000 m2) et Regus Spaces (10 000 m2) font aussi partie des réservataires.
Il y a également un hotel Pullman et un espace de coworking géré par le groupe IWG.